# Stefano Gioacchini
Stefano Gioacchini (Roma, 25 novembre 1976) è un ex calciatore italiano, di ruolo attaccante.

## Carriera
Debutta in Serie B a 17 anni con il Perugia, e nel 1995 passa al Cosenza con cui disputa altre due stagioni in cadetteria.
Nel 1997 viene ingaggiato dal Venezia, dove con una rete in 18 incontri, dà il suo contributo alla promozione dei lagunari in Serie A; nella stagione successiva debutta così in massima serie, disputando 3 spezzoni di partita (una delle quali da titolare, esordio il 20 settembre 1998 in occasione del pareggio interno col Parma). Nel mercato invernale viene ceduto agli inglesi del Coventry City con i quali disputa 3 partite in Premier League.
Nell'estate 1999 torna in Italia per giocare altre due stagioni di Serie B ancora al Cosenza e poi tre alla Salernitana, sempre nella serie cadetta.
Dal 2004 scende in Serie C2 giocando con la Lodigiani e poi rimanendo, dopo il cambio di nome della squadra, nella Cisco Roma.
Nel 2006 gioca nel Rieti e dallo stesso anno fino al 2009 ha militato nella Lupa Frascati.
In carriera ha totalizzato complessivamente 3 presenze in Serie A, 3 in Premier League e 119 presenze e 6 reti in Serie B.
Allenatore
Dopo il ritiro è stato collaboratore della Manchester City football school e assistant manager all' Egerton Football Club in Inghilterra ed in seguito allenatore alla Virtus Divino Amore , alla Vivace Grottaferrata , al Rocca Priora e  dal 2023 nuovamente alla Vivace Grottaferrata. Il 13 giugno 2025 diventa allenatore della Lupa Frascati.